# Peter Wallenbergs professur i internationell marknadsföring

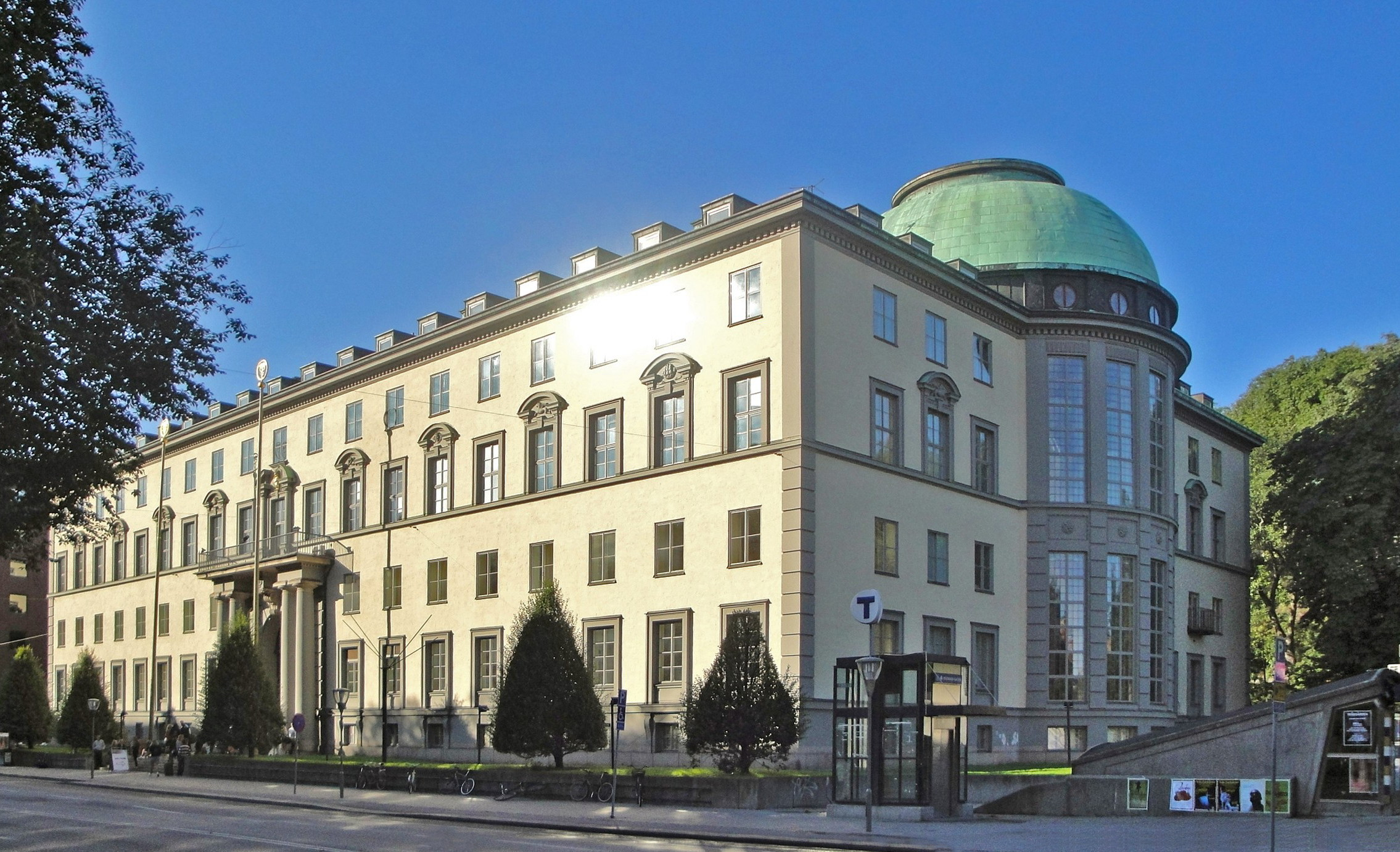
Peter Wallenbergs professur i internationell marknadsföring är en donationsprofessur vid Handelshögskolan i Stockholm

Peter Wallenbergs professur i internationell marknadsföring är en donationsprofessur i marknadsföring vid Handelshögskolan i Stockholm. Professuren inrättades år 1998 genom en donation från Wallenbergstiftelserna. Professuren är namngiven efter Peter Wallenberg. Nuvarande innehavare är professor Dharam Deo Sharma vid Handelshögskolan i Stockholm.

## Innehavare
- Lars-Gunnar Mattsson 1998-2002
- Dharam Deo Sharma 2002-